# Kat Hoyos
Pour les articles homonymes, voir Hoyos.
Kat Hoyos est une actrice, chanteuse et danseuse australienne, plus connue pour son rôle dans la série télévisée Here Come The Habibs (en). Elle est également apparue dans Body in the Yard et dans le court métrage The Road Home.

## Enfance
Hoyos est née d'une mère célibataire qui a quitté la Colombie pour s'installer en Australie au milieu des années 1990 pour fuir une relation abusive. Peu après la naissance de sa fille, les deux passent quelque temps dans un centre de rétention en Australie pour être restée dans le pays malgré la fin du visa touristique de sa mère. Elle étudie au Mary MacKillop College, Wakeley (en) avant de déménager à Cronulla. Hoyos obtient un baccalauréat en arts créatifs (théâtre) de l'Université de Wollongong,.

## Carrière
Hoyos fait de la figuration dans les productions théâtrales australiennes de Jersey Boys, Hairspray, Bring It On: The Musical, Xanadu et Fame (comédia musicale) (en). Ses crédits à l’écran incluent Here Come the Habibs (en), Body in the Yard et le court métrage The Road Home.
Hoyos joue dans des clips musicaux pour Guy Sebastian, Paulini, Natalie Bassingthwaighte, et travaille avec les chorégraphes du Project Moda lors de la Hair Expo annuelle par Schwarzkopf. Hoyos collabore également avec des entreprises et des événements tels qu'Auto Salon, Sony Ericsson et Nike pour des tournages et des lancements de produits.
En 2018, elle sort un documentaire racontant l'histoire de sa mère et la fuite de celle-ci depuis la Colombie dans les années 1990.

## Filmographie
- 2009 : Breathe (court)
- 2011 : Severed (court métrage)
- 2011 : Mi hermana (court)
- 2013 : The Road Home (court)
- 2015 : #1 at the Apocalypse Box Office
- 2016 : A Current Affair
- 2016-2017 : Here Come the Habibs!